# Gare de Duppigheim
Gare de Duppigheim – przystanek kolejowy w Duppigheim, w departamencie Dolny Ren, w Alzacji, we Francji. Jest zarządzany przez SNCF.

## Położenie
Znajduje się na linii Strasburg – Saint-Dié, na km 12,305, między stacjami Entzheim-Aéroport i Duttlenheim, na wysokości 153 m n.p.m.

## Historia
Stację otwarto 29 września 1864 przez Compagnie des chemins de fer de l’Est, kiedy otwarto jednotorową linię ze Strasburga do Barr w "Strasburgu, Barr, w Mutzig i Wasselonne ".

## Linie kolejowe
- Strasburg – Saint-Dié